# Eugen Tănase
Eugen Tănase (n. 19 iunie 1914, la Poiana Sibiului, comitatul Sibiu, Austro-Ungaria – d. 11 octombrie 2006, la Timișoara) a fost un poet, prozator, traducător, dramaturg, lingvist și profesor universitar român.

## Biografie
Eugen Tănase s-a născut la Poiana Sibiului, la 19 iunie 1914, fiu al Mariei și al lui Ioan Tănase, care era învățător. Școala a urmat-o în satul natal și la Sibiu. După absolvirea Liceului Gheorghe Lazăr din Sibiu, a urmat cursurile Facultății de Litere, secția limba franceză, a Universității „Regele Ferdinand I” din Cluj, între anii 1931 – 1935. După absolvirea facultății, rămâne la Catedra de limbi romanice a acestei facultăți, în paralel, funcționează ca suplinitor în învățământul preuniversitar.
Între 1938 – 1943, este bursier al Franței, la Universitatea din Montpellier, unde își susține teza de doctorat, cu titlul « Essai sur la valeur et les emplois du subjonctif en français » sub îndrumarea lui Jean Bourciez. Lucrarea a fost publicată la Montpellier, în 1943. Teza complementară se referea la traducerea în proză cadențată a Cântării lui Roland, lucrare apărută la Sibiu, în 1942.
După revenirea în țară, în 1944, a predat la Școala Normală din Sibiu, apoi s-a stabilit la Cluj, fiind asistent la Universitate, unde a devenit titular, în 1948.
Din 1966, este profesor la Universitatea din Timișoara, de unde se va pensiona, în 1974.
În anii 1991 – 1992, 1996 – 1997, funcționează la universități private din Timișoara.

## Traduceri
- Azorín, Doctor Death de la 3 la 5 (trad. 1938)
- C.H. Grandgent, Introducere în latina vulgară (trad. 1958).
- Cântarea lui Roland, ediție îngrijită de traducător, Sibiu, 1942; ediție bilingvă: La Chanson de Roland - Cântarea lui Roland, prefața traducătorului, cu ilustrații de Marcel Chirnoagă, București, 1974;
- Cântarea Cidului, ediție îngrijită și prefață de traducător, cu ilustrații de Marcel Chirnoagă, București, 1979;
- Alexandru Macedonski, Bronzuri - Bronzes, ediție bilingvă îngrijită de Ion Iliescu, Timișoara, 1997;
- François Malbault, Dante și Beatrice. Romanul unei iubiri, ediție îngrijită de Crișu Dascălu, Timișoara, 1998 (în colaborare cu Cristina Tănase).

## Lucrări științifice
- Cours pratique de prononciation française (1964),
- La Prononciation du français contemporain, Cours pratique, Editura didactică și pedagogică, București, 1972, în colaborare cu Adela-Mira Tănase
- Le Français contemporain. Morphologie (I-III, 1973-1978), în colaborare cu Adela-Mira Tănase;
- Le Français fondamental parlé (I-III, 1974-1977), coordonator

## Operă literară
- Timișoara. 16-22 Decembre 1989. Souvenons-nous-en!, Timișoara, 1999;
- Laus divae feminae, Timișoara, 2000;
- Einari, ce e iubirea?, Timișoara, 2003.